# West-Nusa Tenggara
West-Nusa Tenggara (Indonesisch: Nusa Tenggara Barat) is een provincie in het zuiden van Indonesië, die het westelijke deel van de Kleine Soenda-eilanden, met uitzondering van Bali beslaat. 

## Geografie
De twee grootste eilanden van deze provincie zijn Lombok in het westen en het grotere Sumbawa in het oosten. Mataram, gelegen op Lombok, is de hoofdstad en de grootste stad van de provincie.

### Bestuurlijke indeling
West-Nusa Tenggara is verdeeld in 8 regentschappen (kabupaten):
- West-Lombok (Lombok Barat)
- Noord-Lombok (Lombok Utara)
- Centraal-Lombok (Lombok Tengah)
- Oost-Lombok (Lombok Timur)

- West-Sumbawa (Sumbawa Barat)
- Sumbawa (regentschap) (het midden-westen van het eiland)
- Dompu (het midden-oosten van Sumbawa)
- Bima (regentschap) (in Oost-Sumbawa)

en twee steden (kota):
- Mataram (westkust van Lombok)
- Bima (stad) (oostpunt van Sumbawa)

## Bevolking
Lombok wordt grotendeels bewoond door de Sasak, en door een minderheid aan Balinezen. Sumbawa is bewoond door de Sumbawarezen en Bimanezen. Beide bevolkingsgroepen hebben hun eigen taal; het Soembawarees en het Bimanees. Er woonden in 2000, 3.821.134 mensen in West-Nusa Tenggara.
In 2002 werd West-Nusa Tenggara door de Verenigde Naties uitgeroepen tot minst ontwikkelde deel van Indonesië.

## Taal
Het Indonesisch buiten beschouwing gelaten, kent West-Nusa Tenggara drie talen. Het Sasak (Lombok), het Soembawarees (West-Sumbawa) en het Bimanees (Oost-Sumbawa) zijn de belangrijkste. In en rond de hoofdstad Mataram, in het westelijke kustgebied van Lombok, wordt tevens Balinees gesproken.